# Strelitzia alba
Strelitzia alba là một loài thực vật có hoa trong họ Strelitziaceae. Loài này được (L.f.) Skeels miêu tả khoa học đầu tiên năm 1912.

## Hình ảnh

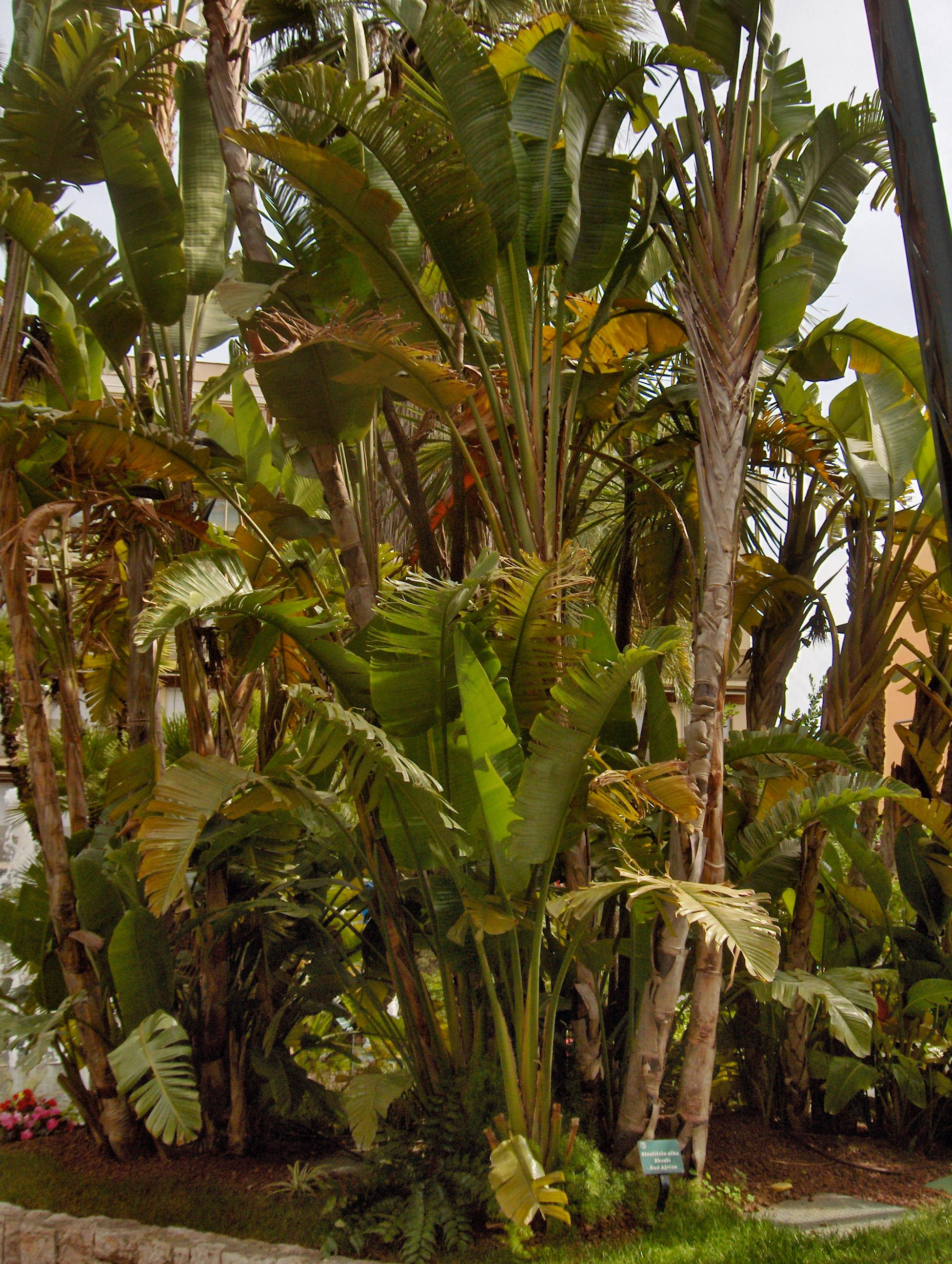
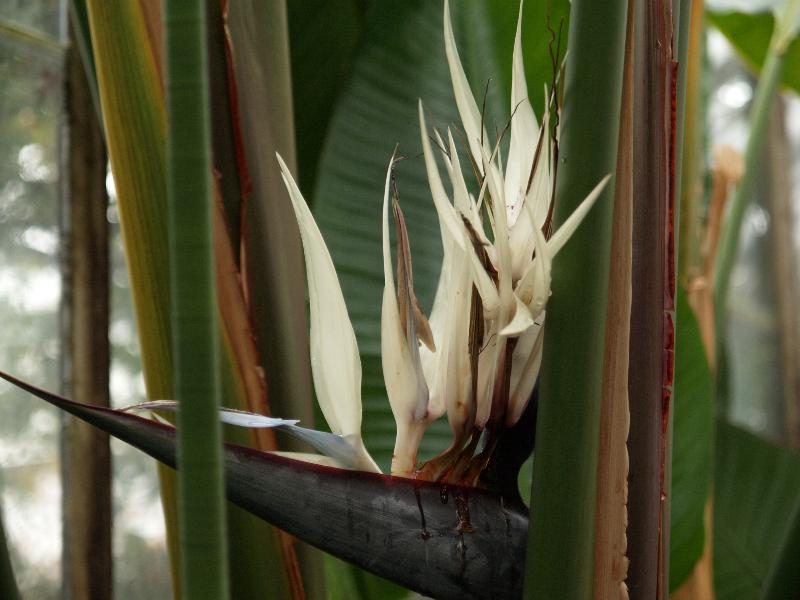
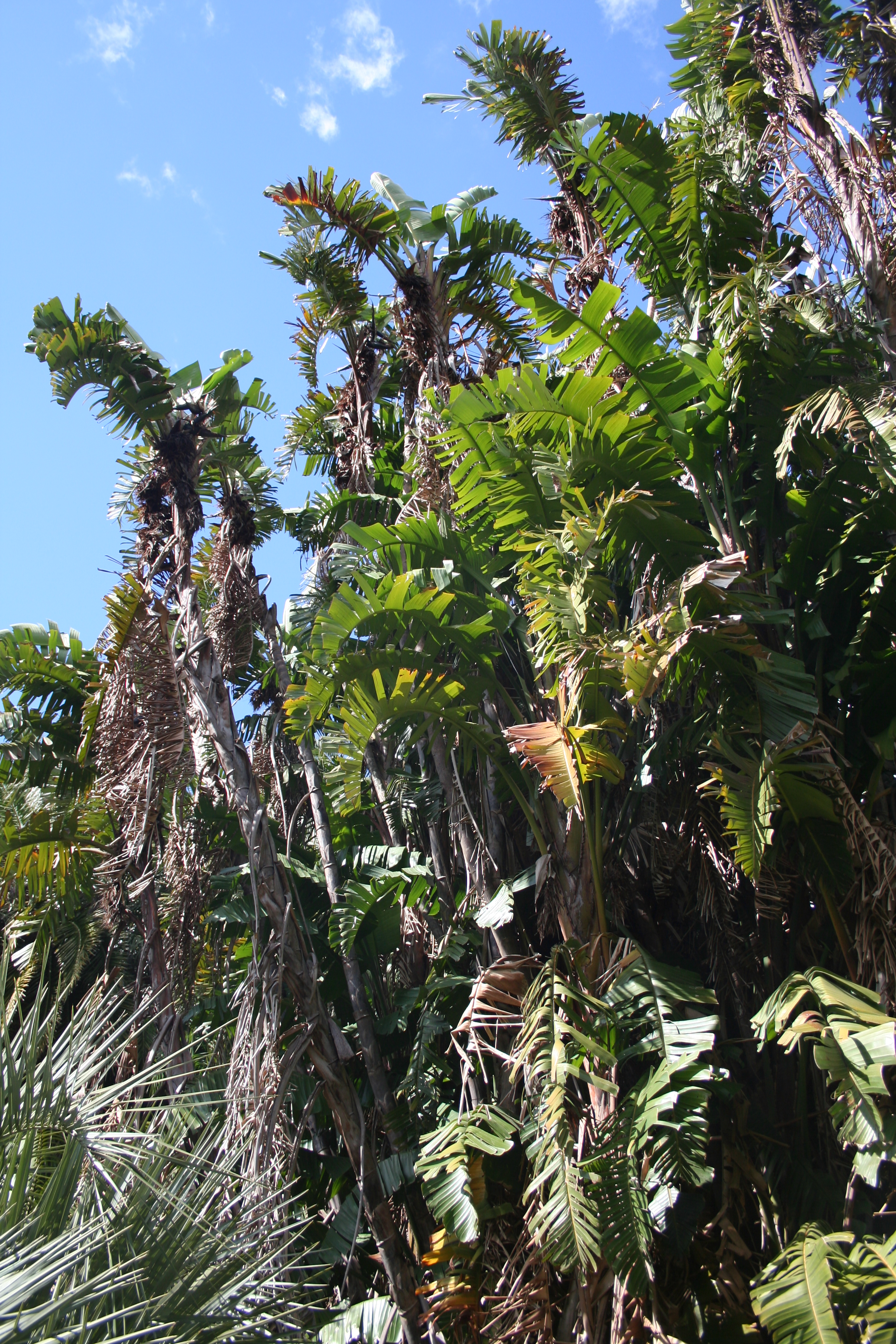
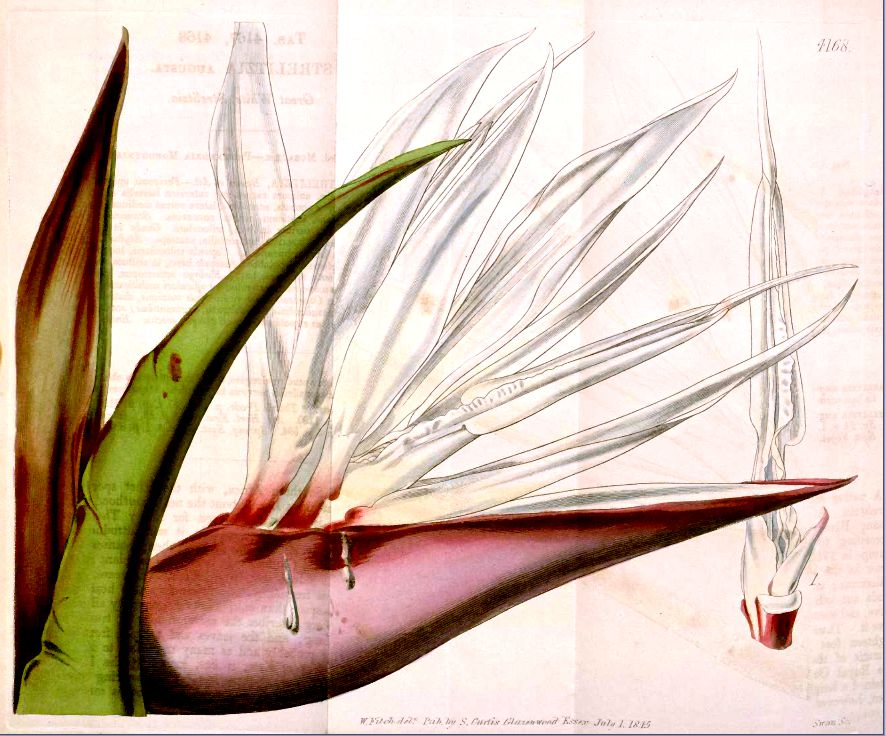